# Isodaemon orontes
Isodaemon orontes är en insektsart som beskrevs av Ronald Gordon Fennah 1969. Isodaemon orontes ingår i släktet Isodaemon och familjen vedstritar. Inga underarter finns listade i Catalogue of Life.